# Италијанска Социјална Република
Италијанска Социјална Република (итал. Republica Sociale Italiana или RSI) је била марионетска држава коју је водио Бенито Мусолини. РСИ је настала у северној Италији, али је зависила од Вермахта. Држава је била још позната као Салска Република (итал. Repubblica di Salò) јер је министар иностраних послова РСИ-а (Мусолини) боравио у Салоу — малом градићу код језера Гарда. Италијанска Социјална Република је била други и последњи представник фашизма у Италији.

## Стварање Италијанске Социјалне Републике
Након савезничког искрцавања на Сицилији, Велико фашистичко веће је на предлог Дина Грандија, изгласало неповерење Мусолинију. Следећи дан краљ Италије Виторио Емануеле III је отпустио Мусолинија из владајућег кабинета са наредбом да се ухапси. У ово време у монархији је порастао број фашистичких чланова владе и Италијана којима је досадио рат који су почели да губе. Нова влада започела је тајне преговоре са Савезницима о капитулацији Италије и преласку на страну Савезника. Ово би значило и објава рата Немачкој.
Када су Немци у Италији увидели шта се дешава послали су најбоље јединице Вермахта са циљем очувања пронемачке владе. То је била препрека савезничком напредовању кроз Италију, што је утицало на Италију. Док се нови председник владе Пјетро Бадољо клео на слепу оданост Немачкој, посланици италијанске владе потписали су капитулацију и разоружање.
Италијанска Социјална Република је уз помоћ Трећег рајха успела да се одржи непосредно пре пада саме Немачке. Када су почетком априла 1945. италијански партизани (чији је број тада досезао око 100 000 припадника) уз помоћ савезника заузели Милано, убили су Мусолинија те наглавачке на миланском главном тргу обесили већ мртве фашистичке вође, чиме је Италијанска Социјална Република званично престала да постоји.

## Галерија
- Војна парада 10 °Fлотиле "МАС".
- Мусолини са немачким официрма у Салоу.
- Немачки генерал са добровољцима РСИ.
- РСИ натпис „Смрт Бадољу!Смрт издајницима!".
- Меморијална биста војницима РСИ у Колтану.
- Мусолини прегледа бункер у близини ратног фронта у Сенигалији.